# Gezoomde bloedzuiger
De gezoomde bloedzuiger (Hemiclepsis marginata) is een ringworm uit de familie van de Glossiphoniidae.